# Leucochrysa palliceps
Leucochrysa palliceps är en insektsart som först beskrevs av Robert McLachlan 1867.
Leucochrysa palliceps ingår i släktet Leucochrysa och familjen guldögonsländor. Inga underarter finns listade i Catalogue of Life.